# خور باهو
خور باهو یک خور در خلیج گواتر در استان سیستان و بلوچستان است. رود باهوکلات به این خور می‌ریزد. این خور بخشی از منطقه حفاظت‌شده گاندو است. جنگل حرا نیز در این خور یافت می‌شود.